# Enterobacteriaceae
Enterobacteriaceae, běžně zvaná enterobakterie, je rodově i druhově početná čeleď zahrnující gramnegativní, fakultativně anaerobní tyčinky, z nichž většina žije ve trávicím traktu obratlovců jako přirozená součást mikroflóry střeva. Většina je nepatogenních, ale některé jsou podmíněně patogenní a některé druhy jsou nebezpečnými původci vážných i smrtelných nemocí (např. Salmonella, Shigella, Y. pestis, některé kmeny E.coli)
Protože enterobakterie žijící ve střevě se výkaly dostávají do vnějšího prostředí, jejich přítomnost (například ve vodě) ukazuje na fekální znečistění.

## Charakteristika
Enterobakterie jsou rovné tyčinky 1-6 μm dlouhé a 0,3-1 μm široké, netvoří spory a dle Grama se barví negativně. Pohyblivé druhy mají peritrichní bičíky.
Jsou to nenáročné bakterie, chemoautotrofní a většinou prototrofní. Mohou fermentovat glukózu za tvorby plynu a redukují nitráty. Většinou tvoří katalázu, ale oxidáza jsou negativní. Patří mezi mezofilní bakterie, rostou v teplotním rozmezí mezi 18-40 °C, optimální teplota je 37 °C. Nevadí jim vysoká koncentrace žlučových solí, toho se využívá při přípravě výběrově diagnostických půd.

## Antigenní struktura
Enterobakterie jsou gramnegativní bakterie, jejich buněčná stěna tedy obsahuje lipopolysacharidy zakotvené ve vnější membráně. Ty působí jako endotoxiny a stimulují imunitní systém hostitele. Vedlejší polysacharidové řetězce lipopolysacharidů se nazývají O-antigen. V tomto znaku jsou enterobakterie velmi variabilní, existuje velké množství různých forem O-antigenu i v rámci jednoho druhu. U pohyblivých enterobakterií popisujeme antigeny bičíku, tzv. H-antigeny. I u H-antigenu známe mnoho jeho forem. U některých dalších rodů popisujeme i tzv. K-antigen.
Podle antigenní struktury jednotlivých enterobakterií dělíme druhy na jednotlivé sérovary.

## Kultivace
Enterobakterie nejsou příliš náročné na živiny ani na atmosféru, kultivují se aerobně při 37 °C. Vyrábí se výběrově diagnostické půdy speciálně pro enterobakterie, například Endův a MacConkeyův agar, Deoxycholát-citrátový agar, Salmonella-Shigella agar nebo agar s briliantovou zelení. Druhy, které jsou schopné zužitkovat citronan jako jediný zdroj uhlíku, rostou na Simmonsově citrátovém agaru.
Součástí většiny takových půd je laktóza a indikátor pH - roste-li na agaru enterobakterie, která je schopná štěpit mléčný cukr, pH poklesne a dojde ke změně zbarvení agaru (zrůžoví, v případě Endova agaru). Inhibiční sloužkou bývají žlučové soli nebo další látky.

## Enterobakterie a jejich význam
Většina enterobakterií jsou saprofyti a mutualisté trávicího ústrojí, tvoří součást obligátní mikroflóry střeva. Vyskytují se také ve vodě, v půdě a na rostlinách. Tzv. koliformní bakterie, tedy Escherichia coli a další druhy štěpící laktózu, jsou indikátorem fekálního znečištění pitné vody.

### Patogenní druhy
Mezi enterobakteriemi nalezneme také fakultativní patogeny, které způsobují onemocnění jen u oslabených jedinců, a vyloženě obligátně patogenní organismy, které způsobují závažná onemocnění lidí i zvířat. Některé druhy způsobují nemoci rostlin.
Druhy patogenní pro člověka
- Escherichia coli
- Plesiomonas shigelloides
- Proteus (bakterie) spp.
- Providencia spp.
- Salmonella enterica
- Shigella spp.
- Yersinia pestis
- Yersinia enterocolitica

Nemoci ptáků
- enterobakteriální infekce ptáků

## Rody
- Alishewanella
- Alterococcus
- Arsenophonus
- Azotivirga
- Brenneria
- Buchnera
- Budvicia
- Buttiauxella
- Cedecea
- Citrobacter
- Edwardsiella
- Enterobacter
- Erwinia
- Escherichia
- Ewingella
- Hafnia
- Klebsiella
- Kluyvera
- Leclercia
- Leminorella
- Moellerella
- Morganella
- Obesumbacterium
- Pantoea
- Pectobacterium
- Photorhabdus
- Plesiomonas
- Pragia
- Proteus
- Providencia
- Rahnella
- Saccharobacter
- Salmonella
- Serratia
- Shigella
- Tatumella
- Trabulsiella
- Wigglesworthia
- Xenorhabdus
- Yersinia
- Yokenella

Údaje z Bergey's manual, 2001 